# Mouvement pour une vie supérieure
Le Mouvement pour une vie supérieure (Higher Life movement) aussi appelé vie chrétienne approfondie (Deeper Christian life) est un mouvement chrétien britannique inspiré par le mouvement de sanctification américain et appelant à une vie sanctifiée dans l’esprit de la perfection chrétienne. Son nom provient d'un livre publié en 1858 par William Boardman, intitulé Higher Christian Life. Ce mouvement a parfois été surnommé « mouvement de Keswick », car les conventions de Keswick  (qui continuent à ce jour) en ont été le principal centre de diffusion.

## Doctrine
La doctrine du Mouvement pour une vie supérieure ou vie chrétienne approfondie est celle de la perfection chrétienne. Elle affirme que les chrétiens qui vivent en union avec le Christ sont régénérés intérieurement et libérés du péché par la force du Saint-Esprit. C’est la « deuxième œuvre de la grâce », la première étant la justification (qui exonère le chrétien qui se repent du poids des fautes qu’il a commises). Cette notion est donc étroitement associée à celles du baptême du Saint-Esprit, d’amour parfait, de pureté du cœur et de sanctification complète (entire sanctification).

## Histoire

### Les débuts
Le Mouvement pour une vie supérieure est directement issu du Mouvement de sanctification apparu  pendant les années 1830 aux États-Unis. Il commença à se répandre  en Angleterre dans les décennies 1840 et 1850, par les soins de l’évangéliste méthodiste James Caughey (en) et des presbytériens Asa Mahan (en) et Charles Finney, qui touchèrent aussi l’Écosse et l’Irlande.
Dans les années 1850 et 1860, Dr. Walter Palmer et son épouse Phoebe Palmer vinrent de  New York pour promouvoir  les mêmes idées, puis dans les années 1870, ce fut le tour de William Boardman, dont l’ouvrage Higher Christian Life publié en 1858, donna son nom au mouvement. Il amena avec lui les évangélistes d’origine quaker Robert Pearsall Smith (en) et Hannah Whitall Smith, qui jouèrent un rôle-clé dans la diffusion du mouvement au Royaume-Uni.
Le 1er mai 1873, le révérend anglican William Haslam fit venir Robert Pearsall Smith à une petite réunion pastorale qui se tenait à Curzon Chapel, dans le quartier de Mayfair à Londres. Deux des participants furent transformés par ce qu’ils entendirent ce jour-là : Evan Henry Hopkins et Edward William Moore (en). Petit à petit, les Pearsall Smith convainquirent les églises méthodistes londoniennes de s’ouvrir à la théologie de la perfection chrétienne qui faisait au fond déjà partie de leur héritage wesleyen. Ils leur faisaient aussi miroiter le risque de se faire dépasser par d’autres églises plus dynamiques, et les prédicateurs du Mouvement pour une vie supérieure furent de plus en plus souvent invités à parler dans ces églises.

### Apogée
Les premières grandes réunions du Mouvement pour une vie supérieure eurent lieu du 17 au 23 juillet 1874, dans le domaine de Broadlands appartenant à Lord et Lady Mount Temple, où les idées du mouvement furent présentées en même temps que certaines notions issues du quakerisme et du spiritisme, puis des réunions furent organisées à Cambridge et Oxford à l’intention des étudiants chrétiens.
Une convention pour la promotion de la sanctification eut ensuite lieu à Brighton du 29 mai au 7 juin 1875. L'évangéliste américain de premier plan Dwight L. Moody l'avait annoncée à ses auditoires londoniens en précisant qu’il était très important d’y participer. Quelque huit mille personnes s’y retrouvèrent. Le pasteur anglican T. D. Harford-Battersby était du nombre des participants et prit immédiatement  des dispositions pour organiser une telle convention dans sa paroisse de Keswick. Il devint ainsi le leader reconnu des conventions de Keswick qui commencèrent à se tenir annuellement dès 1875 (et se poursuivent au XXIe siècle).

### Les Conventions de Keswick
Dès 1875, la convention de Keswick attira 400 personnes. La bannière déployée à cette occasion portait les mots "Tous unis dans le Christ Jésus" ("All One in Christ Jesus"), qui sont restés la devise de la convention jusqu’à ce jour. Parmi les orateurs de la convention, on relève les noms de pasteurs anglicans tels que J. W. Webb-Peploe, Evan Henry Hopkins, E. W. Moore ou Handley Moule, le pasteur réformé sud-africain Andrew Murray, le baptiste Frederick Brotherton Meyer et la méthodiste calviniste Jessie Penn-Lewis. Les Conventions de Keswick devinrent rapidement un événement annuel dont l’influence sur le christianisme évangélique mondial a pu être considérée comme majeure.
L’université biblique de Columbia (Caroline du nord) (Bible College and Seminary, devenu Columbia International University (en)) fut fondée par l’un des premiers leaders du Mouvement de Keswick américain, Robert C. McQuilkin.
Une distance se développa progressivement entre les méthodistes traditionnels et les prédicateurs de Keswick. Keswick adopta un ton plus calviniste, les prédicateurs prenant soin de garder leurs distances par rapport à  la doctrine wesleyenne de l'éradication (selon laquelle le péché originel pourrait être complètement éliminé de l'âme du chrétien  avant la mort). Les prédicateurs de Keswick ont commencé à utiliser le terme d'"action corrective" pour décrire l'effet du Saint-Esprit sur le péché originel, souvent en le comparant à la façon dont la portance de l'air compense la force d’attraction universelle pour soulever un avion. Les théologiens wesleyens-arminiens modernes considèrent donc à présent la théologie de Keswick comme profondément différente de leur propre dogme de l'entière sanctification.

## Critiques
La doctrine de Keswick a été vivement attaquée comme étant une forme déguisée de perfectionnisme par d'autres traditions chrétiennes, en particulier calvinistes.
Les écrivains chrétiens favorables à Keswick soutiennent que les critiques actuels de Keswick n’en ont pas une bonne compréhension ; les opposants, au contraire, affirment qu’ils critiquent Keswick en parfaite connaissance de cause,,

## Sources
- (en) Althouse, Peter, “Wesleyan and Reformed Impulses in the Keswick and Pentecostal Movements." Pneuma Foundation.
- Bundy, David D., Keswick: a Bibliographic Introduction to the Higher Life Movements (Wilmore, KY: First Fruits Press, 2012)
- Cloud, David, "Hannah Whitall Smith, The Popular Heretic [and Higher Life founder"
- Gleason, Randall, B. B. Warfield and Lewis S. Chafer on Sanctification. Journal of the Evangelical Theological Society 40/2 (June 1997) 241–258
- Harford, C. F., ed. The Keswick Convention; its Message, its Method and its Men, London, 1907.
- (en) Harford-Battersby, T. D. Memoirs of the Keswick Convention, 1890.
- (en) Hopkins, E. H., The Story of Keswick, London, 1892.
- (en) Naselli, Andrew, "Let Go and Let God? A Survey and Analysis of Keswick Theology." (Bellingham, WA: Lexham Press, 2013)
- (en) Pyne, Robert A., and Matt Blackmon, "A Critique of the Exchanged Life", 2006 Bibliotheca Sacra 163, April–June
- (en) Ross, Thomas, The Doctrine of Sanctification:  An Exegetical Examination, with Application, in Biblical, Historic Baptist Perspective. Ph. D. diss., Great Plains Baptist Divinity School, 2016
- (en) Warfield, Benjamin B., Studies in Perfectionism, vol. 1 & 2 in vol. 7-8 of Works of Warfield, Philadelphia, 1958,  (ISBN 0-87552-528-8)